# チシマクロノリ
チシマクロノリ（千島黒海苔、学名：Pyropia kurogii）は、紅藻のウシケノリ綱に属するアマノリ類 (狭義の海苔) の1種である。種小名の kurogii は藻類学者の黒木宗尚への献名。英ウェールズ地方などで食用とされる Porphyra umbilicalis と同種とされていたが、別種であること明らかとなり、またその後の分子系統学的研究をもとに別属 (Pyropia) に移された。

## 特徴
葉状体は円形から披針形、大きなものは 30 x 15 cm に達する。色はやや赤味を帯びた褐色から黄褐色。厚さは33–60 µm。縁辺は全縁でやや波打ち、顕微鏡的な鋸歯を欠く。
葉状体は雌雄同株、雌部 (造果器が形成される部分) と雄部 (造精器が形成される部分) が左右に分離している。不動精子が放出されると雄部が脱落し、この方向に葉状体が湾曲する。ときに雌雄異株の個体も存在する。造精器は最大128個 (2–4 x 2–4 x 4–8個) の不動精子を形成、受精した造果器は16または32個 (2 x 2–4 x 4個) の果胞子 (接合胞子) を形成する。果胞子は発芽して微小な糸状体 (胞子体、コンコセリス期) となり、殻胞子を形成して葉状体 (配偶体) に戻る。葉状体は原胞子による無性生殖は行わない。染色体数は n =  4。
葉状体は夏から秋に現れ、冬は糸状体で過ごす。

## 分布
北海道東部、千島列島、樺太、アラスカ、カナダの太平洋岸に分布する。葉状体は潮間帯中部から下部の岩上で見られる。

## 分類
本種はながらく英ウェールズ地方などで食用とされる Porphyra umbilicalis と同種であるとされてきた。しかし別種であることが判明し、1992年に新種 Porphyra kurogii として記載された。その後、分子系統解析に基づくアマノリ類の分類見直しにより、Pyropia 属が再建されそこに移された。さらに2020年に Pyropia 属を複数の属に分割することが提唱されたが、チシマクロノリは狭義の Pyropia 属に含まれることが示されている。